# Endios
Endios (altgriechisch Ἔνδιος Éndios) war ein im späten 5. Jahrhundert v. Chr. lebender spartanischer Politiker. 413/412 v. Chr. amtierte er als Ephor.

## Leben
Endios, Sohn eines Alkibiades, war Mitglied einer spartanischen Familie, die durch Gastfreundschaft mit jener des athenischen Staatsmanns und Feldherrn Alkibiades verbunden war. 420 v. Chr. war Endios einer von drei mit umfassenden Vollmachten ausgestatteten Gesandten, die von Sparta zu Verhandlungen nach Athen geschickt wurden. Damals war es infolge des Nikiasfriedens zu einem vorläufigen, allerdings brüchigen Ende des Peloponnesischen Kriegs gekommen. Die drei spartanischen Gesandten waren Athen wohlgesinnt und sollten erreichen, dass die Athener auf die geplante spartafeindliche Symmachie mit Argos, Mantineia und Elis verzichteten. Außerdem hatten Endios und seine beiden Kollegen das spartanische Bündnis mit Boiotien zu verteidigen, das laut ihrer Argumentation nicht gegen Athen gerichtet sei. Wahrscheinlich spielten bei der Entscheidung zur Entsendung des Endios nach Athen dessen freundschaftliche Beziehungen zu Alkibiades eine bedeutende Rolle. Doch Alkibiades stand damals an der Spitze der athenischen Kriegspartei und wandte erfolgreich eine raffinierte List an, mit der er die spartanischen Gesandten täuschte und deren Bemühungen durchkreuzte. Dennoch trübte dieses Manöver des Alkibiades nicht seine Freundschaft mit Endios.
Im Herbst 413 v. Chr. wurde Endios zum Ephoren gewählt und ließ sich von dem damals nach seiner Verbannung in Sparta residierenden Alkibiades beraten, der gegen sein Vaterland intrigierte. Athen befand sich zu diesem Zeitpunkt aufgrund des katastrophalen Ausgangs seiner Sizilienexpedition in einer schwierigen Lage. Unter dem Einfluss seines Gastfreunds Alkibiades setzte Endios durch, dass die spartanische Regierung das von Athen abgefallene Chios unterstützte und das Kriegsgeschehen dann rasch an die Küste Ioniens und somit in das Gebiet der kleinasiatischen Verbündeten Athens verlagerte. Nach der spartanischen Niederlage bei Kyzikos (410 v. Chr.) begab sich Endios an der Spitze einer Gesandtschaft nach Athen, um ein Friedensangebot auf der Grundlage des damaligen Besitzstands zu überbringen. Doch der athenische Demagoge Kleophon erreichte, dass die spartanischen Vorschläge zurückgewiesen wurden. Später wird Endios in den erhaltenen Quellen nicht mehr erwähnt.